# Infolibre
Infolibre, estilitzat infoLibre, és un diari digital en castellà publicat per primera vegada el març de 2013. La seva redacció es localitza a Madrid. És un diari creat per periodistes procedents, entre d'altres, del diari Público, El País i Radiotelevisión Española, amb una línia editorial independent i progressista. infolibre és pioner en el mercat de mitjans digitals espanyols pel seu model de negoci en el qual una part dels continguts és de pagament i tancada per a subscriptors. Els abonats del diari reben un avanç diari de continguts cap a la mitjanit i una revista mensual en paper i en format digital, TintaLibre, dedicada a les cròniques i reportatges, el primer número de la qual va sortir a la venda el 9 de març de 2013.
infoLibre i TintaLibre estan dirigits editorialment per Jesús Maraña, exdirector de Público. El director del diari digital és el també experiodista de Público, Manuel Rico, i completen l'equip de direcció Juan Carlos Ortiz de Elguea (subdirector) i Fernando Varela (redactor en cap). Al capdavant de TintaLibre hi ha Javier Valenzuela, exdirector adjunt del diari El País, i Miguel Ángel Villena és l'editor.
El diari digital compta amb diversos socis que aporten capital, entre ells editorials, com el diari digital francès Mediapart i l'editorial Edhasa. A més de les quotes abonades pels socis, es finança a través d'una societat d'amics, a la qual pertanyen figures com Luis García Montero, Emilio Lledó, Fernando León de Aranoa, El Gran Wyoming, Almudena Grandes, Joaquín Sabina, Pedro Almodóvar o Baltasar Garzón, entre d'altres. L'estructura accionarial ha de ser tal que respecti per estatuts control únic i exclusiu pels periodistes sobre la informació i els criteris editorials. Des del seu origen, infoLibre va renunciar als anomenats «acords institucionals» mitjançant els quals les grans empreses financen la immensa majoria dels mitjans de comunicació a canvi de publicitat i/o altres acords.